# Tony Osoba
Tony Osoba (Glasgow, 15 de març de 1947) és un actor escocès, conegut sobretot pel seu paper com Jim "Jock" McClaren, personatge de la novel·la televisiva Porridge, dels anys setanta. També va aparèixer en la seva seqüela, Going Straith. La seva família viu a Escòcia. Té dues germanes, Elizabeth Christie i Patricia Bamford. La seva mare és Margared Osoba. Té ascendència nigeriana.
També ha actuat a les sèries televisives: Dempsey & Makepeace (1984-6), Coronation Street (1990), The Professionals (1978), The Flame Trees of Thika (1981), Between the Lines (1994) i Dinotopia (2002). També ha participat en dos episodis de Doctor Who.